# 第43回ジャパンカップ
第43回ジャパンカップは、2023年11月26日に東京競馬場で行われた競馬の競走である。
ワールド・ベスト・レースホース・ランキング世界1位に評され、GI5連勝としていたイクイノックスが制した。
また、騎乗したクリストフ・ルメールは第29回のウオッカ、第38回・第40回のアーモンドアイで制して以来、4度目の本競走制覇となった。

## 出走馬の状況

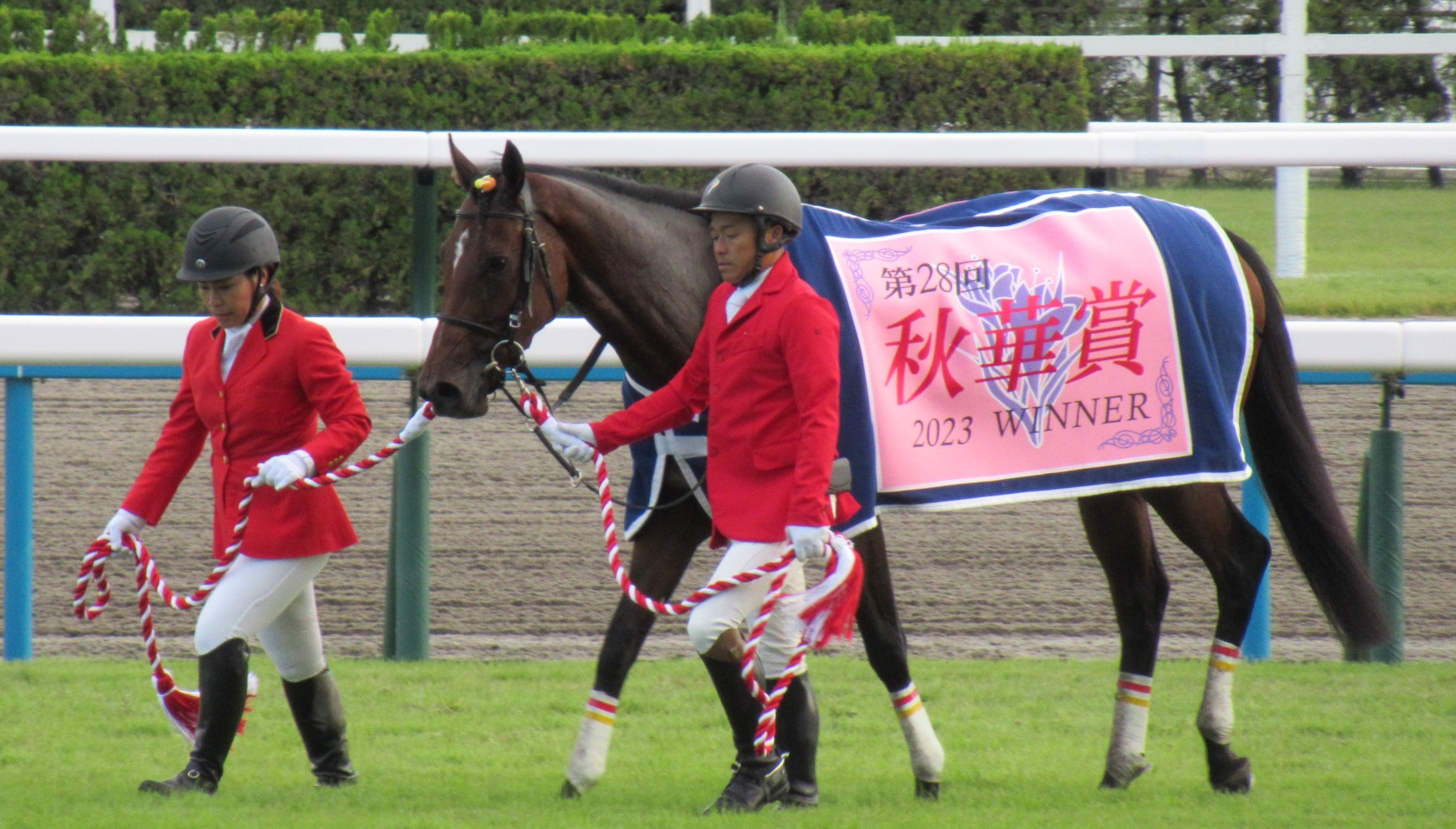
秋華賞を制したリバティアイランド（第28回秋華賞）

出走馬18頭中8頭がGI馬、10頭が重賞馬というメンバーになった。その中で古馬勢vs本年の三冠牝馬がぶつかり合う構図が注目された。
ワールド・ベスト・レースホース・ランキングで世界1位の評価を得ているイクイノックスは、本年のドバイシーマクラシック、宝塚記念を制し、前走の天皇賞（秋）で連覇を決め、GI5連勝としていた。
リバティアイランドは、本年の桜花賞、優駿牝馬、秋華賞を制し、2020年のデアリングタクト以来、史上7頭目の三冠牝馬となり、GI4連勝としていた。
パンサラッサは、前年のドバイターフ、本年のサウジカップを制し、この夏はヨーロッパに遠征・転戦する予定だったが、軽度の繋靭帯炎を発症し、チャンピオンズカップにて復帰する予定だったが、約8ヶ月半の休養明けで本競走で復帰となる。
他の古馬GI馬からは、前年二冠牝馬となったスターズオンアース、前年の東京優駿を制したドウデュース、前年の天皇賞（春）と宝塚記念の勝ち馬タイトルホルダー、前年の本競走を制し連覇がかかっているヴェラアズールが出走を表明した。
その他重賞馬からは、2021・2022年の阪神大賞典を連覇したディープボンド、2022年の共同通信杯の勝ち馬ダノンベルーガが出走する。
外国からは、前年のロワイヤルオーク賞、本年のガネー賞を制したイレジンが参戦。当初はコンティニュアスも参戦する予定だったが、遠征前に行われた最終調整で歩様が乱れたため、大事を取り回避となった。
地方からは、JRA所属時に出走した2018年の日経賞で2着となり、本競走が引退レースとなるチェスナットコート、本年の兵庫サマークイーン賞3着となったクリノメガミエースの兵庫所属の2頭が参戦した。

## 出走馬・枠順
2023年11月26日　第5回東京開催8日目　第12競走
コース
　芝2,400m（Cコース）
天気
　曇、馬場状態: 良、発走: 15時40分
| 枠番 | 馬番 | 競走馬名           | 性齢 | 騎手         | 調教師       | 馬主                     | 単勝人気 | 単勝人気 | 馬体重 [kg] |
| 枠番 | 馬番 | 競走馬名           | 性齢 | 騎手         | 調教師       | 馬主                     | 人気     | オッズ   | 馬体重 [kg] |
| ---- | ---- | ------------------ | ---- | ------------ | ------------ | ------------------------ | -------- | -------- | ----------- |
| 1    | 1    | リバティアイランド | 牝3  | 川田将雅     | 中内田充正   | （有）サンデーレーシング | 2        | 3.7      | 470         |
| 1    | 2    | イクイノックス     | 牡4  | C.ルメール   | 木村哲也     | （有）シルクレーシング   | 1        | 1.3      | 498         |
| 2    | 3    | タイトルホルダー   | 牡5  | 横山和生     | 栗田徹       | 山田弘                   | 4        | 19.2     | 476         |
| 2    | 4    | スタッドリー       | 牡5  | T.マーカンド | 奥村豊       | （有）シルクレーシング   | 13       | 547.0    | 518         |
| 3    | 5    | ドウデュース       | 牡4  | 戸崎圭太     | 友道康夫     | （株）キーファーズ       | 3        | 13.2     | 504         |
| 3    | 6    | フォワードアゲン   | 騸6  | 黛弘人       | 中野栄治     | 浅川皓司                 | 16       | 866.4    | 438         |
| 4    | 7    | イレジン           | 騸6  | M.ヴェロン   | J.ゴーヴァン | B.ミリエール             | 10       | 111.2    | 462         |
| 4    | 8    | パンサラッサ       | 牡6  | 吉田豊       | 矢作芳人     | 広尾レース（株）         | 7        | 46.4     | 480         |
| 5    | 9    | ヴェラアズール     | 牡6  | H.ドイル     | 渡辺薫彦     | （有）キャロットファーム | 9        | 99.7     | 514         |
| 5    | 10   | ダノンベルーガ     | 牡4  | J.モレイラ   | 堀宣行       | （株）ダノックス         | 6        | 32.5     | 498         |
| 6    | 11   | トラストケンシン   | 牡8  | 荻野極       | 高橋文雅     | 菅波立知子               | 17       | 871.9    | 462         |
| 6    | 12   | チェスナットコート | 牡9  | 田辺裕信     | 田中一巧     | 藤田卓也                 | 15       | 827.0    | 466         |
| 7    | 13   | クリノメガミエース | 牝4  | 吉村智洋     | 石橋満       | 栗本八江                 | 18       | 878.1    | 478         |
| 7    | 14   | ディープボンド     | 牡6  | 和田竜二     | 大久保龍志   | 前田晋二                 | 8        | 83.8     | 494         |
| 7    | 15   | ショウナンバシット | 牡3  | M.デムーロ   | 須貝尚介     | 国本哲秀                 | 12       | 513.1    | 494         |
| 8    | 16   | インプレス         | 牡4  | 三浦皇成     | 佐々木晶三   | 前田幸治                 | 14       | 666.1    | 530         |
| 8    | 17   | スターズオンアース | 牝4  | W.ビュイック | 高柳瑞樹     | （有）社台レースホース   | 5        | 26.6     | 496         |
| 8    | 18   | ウインエアフォルク | 牡6  | 藤田菜七子   | 根本康広     | 成富直行                 | 11       | 430.8    | 474         |

- マリー・ヴェロンと兵庫の吉村智洋、短期騎手免許を交付されているホリー・ドイルはJRA・GI初騎乗。
- 横山和生、黛弘人、荻野極、藤田菜七子は本競走初騎乗。
- 当初ヴェラアズールにはトム・マーカンドが騎乗予定であったが、コンティニュアスの回避により同馬に騎乗予定であったライアン・ムーアに変更された。しかし、ムーアが11月19日の落馬で負傷し[4]帰国したため[5]、ドイルに再変更となった[6]。
- 当初チェスナットコートには田中学が騎乗予定であったが、持病である腰痛の悪化により田辺裕信に変更となった[7]。
- 藤田菜七子は日本の女性騎手としても初の本競走騎乗[8]。

## 展開
スタート前、3番タイトルホルダーがゲート内で突進するなどあったが、全馬ほぼ揃ったスタートを切った。
すんなりと8番パンサラッサがハナを奪うとそのまま1000mを57.6のハイペースで大逃げを打つ。2番手タイトルホルダーはこのペースについていかず、パンサラッサとは10馬身以上離れての追走をとった。その3馬身後方にイクイノックス、さらに3馬身後方にリバティアイランドとスターズオンアースが4番手で前を追走する。その1.5馬身後ろにディープボンドとドウデュースが位置取り、ダノンベルーガやヴェラアズールらは中団から後方での競馬をとった。
そのままパンサラッサが後続に未だ10馬身ほどのリードをキープして直線に向いた。後続が先頭を捕まえようと追い出す中、イクイノックスが残り400mでタイトルホルダーを交わし2番手に進出し、それに次いでリバティアイランドとスターズオンアース、その後方からドウデュースが脚を伸ばす。残り250mで一杯になったパンサラッサに代わりイクイノックスが先頭に立つと、あとは後続を突き放す一方で、そのままゴール板を駆け抜けた。勝ちタイムは2分21秒8で、2着リバティアイランドに4馬身差をつけ、残り50mで鞍上が手綱を緩めるほどの完勝劇であった。1馬身後方の3着にスターズオンアースが入線し、入線通りに結果が確定した。

## 結果・払戻金

### 順位表
| 着順 | 枠番 | 馬番 | 馬名               | 騎手                   | タイム | 上3F | 着差 （馬身） |
| ---- | ---- | ---- | ------------------ | ---------------------- | ------ | ---- | ------------- |
| 1    | 1    | 2    | イクイノックス     | クリストフ・ルメール   | 2:21.8 | 33.5 | ―             |
| 2    | 1    | 1    | リバティアイランド | 川田将雅               | 2:22.5 | 33.9 | 4             |
| 3    | 8    | 17   | スターズオンアース | ウィリアム・ビュイック | 2:22.6 | 34.0 | 1             |
| 4    | 3    | 5    | ドウデュース       | 戸崎圭太               | 2:22.7 | 33.7 | 3/4           |
| 5    | 2    | 3    | タイトルホルダー   | 横山和生               | 2:23.1 | 35.0 | 2             |
| 6    | 5    | 10   | ダノンベルーガ     | ジョアン・モレイラ     | 2:23.2 | 33.8 | 1             |
| 7    | 5    | 9    | ヴェラアズール     | ホリー・ドイル         | 2:23.3 | 33.8 | クビ          |
| 8    | 2    | 4    | スタッドリー       | トム・マーカンド       | 2:23.3 | 34.2 | クビ          |
| 9    | 4    | 7    | イレジン           | マリー・ヴェロン       | 2:23.5 | 34.2 | 1.1/2         |
| 10   | 7    | 14   | ディープボンド     | 和田竜二               | 2:23.6 | 34.7 | 1/2           |
| 11   | 7    | 15   | ショウナンバシット | ミルコ・デムーロ       | 2:23.8 | 34.8 | 1             |
| 12   | 4    | 8    | パンサラッサ       | 吉田豊                 | 2:24.0 | 38.7 | 1.1/4         |
| 13   | 8    | 16   | インプレス         | 三浦皇成               | 2:25.2 | 35.0 | 7             |
| 14   | 3    | 6    | フォワードアゲン   | 黛弘人                 | 2:25.3 | 35.3 | 3/4           |
| 15   | 8    | 18   | ウインエアフォルク | 藤田菜七子             | 2:26.2 | 35.1 | 5             |
| 16   | 6    | 11   | トラストケンシン   | 荻野極                 | 2:26.6 | 36.4 | 2             |
| 17   | 6    | 12   | チェスナットコート | 田辺裕信               | 2.27.0 | 36.4 | 2.1/2         |
| 18   | 7    | 13   | クリノメガミエース | 吉村智洋               | 2:27.9 | 38.2 | 5             |

### データ
| 1000ｍ通過タイム  | 57.6秒（パンサラッサ）   |
| 上がり4ハロン     | 48.6秒                   |
| 上がり3ハロン     | 36.5秒                   |
| 最速上がり3ハロン | 33.5秒（イクイノックス） |

### 払戻金
|        | 馬番／枠番 | 人気 | 金額（円） |
| ------ | ---------- | ---- | ---------- |
| 単勝   | 2          | 1    | 130        |
| 複勝   | 2          | 1    | 110        |
| 複勝   | 1          | 2    | 110        |
| 複勝   | 17         | 5    | 210        |
| 馬単   | 2→1        | 1    | 260        |
| 馬連   | 1 - 2      | 1    | 180        |
| 枠連   | 1 - 1      | 1    | 180        |
| ワイド | 1 - 2      | 1    | 130        |
| ワイド | 2 - 17     | 3    | 310        |
| ワイド | 1 - 17     | 7    | 440        |
| 3連単  | 2→1→17     | 2    | 1,130      |
| 3連複  | 1 - 2 - 17 | 2    | 600        |

太字の配当金額は本競走史上最低の配当であることを示す。このうち1・2着のワイド配当及び馬連の払戻金はJRAのGI競走の最低タイであり、3連単の払戻金は平地G1での史上最低記録を更新した。

## エピソード
- 発走ファンファーレは陸上自衛隊の中央音楽隊が務め、昼休憩時間帯の生演奏も担当した[10]。
- 木村哲也調教師は本競走初制覇。
- 騎手クリストフ・ルメールは武豊と並ぶジャパンカップ最多4勝目。
- イクイノックスの総獲得賞金は22億1544万6100円となり、総獲得賞金が史上初となる20億円を超えると同時に、それまで歴代1位であったアーモンドアイを上回り、歴代1位となった。
- イクイノックスはGI6勝目を記録し、4歳になる年の11月までにGI6勝を挙げたのはシンボリルドルフ[注 2]・ディープインパクト[注 3]・アーモンドアイ[注 4]に次いで史上4頭目。
  - イクイノックスはGI6連勝となり、グレード制が導入された1984年以降では、テイエムオペラオー、ロードカナロアのGI競走の連勝記録に並んだ。
- イクイノックスは秋古馬三冠を構成する天皇賞（秋）・ジャパンカップ・有馬記念の全てで優勝を飾り、これはテイエムオペラオー・ゼンノロブロイ・キタサンブラックに次いで史上4頭目[注 5]。
- イクイノックスはこの年の天皇賞（秋）・ジャパンカップを連勝して秋古馬三冠に王手をかけたが、11月30日に引退を表明[11]。結果的にこの競走がラストランとなった。
  - 秋古馬三冠に王手をかけながら有馬記念に出走せず引退したのは、2020年のアーモンドアイに次いで史上2頭目
- クリストフ・ルメールは別の馬でもGI6勝以上を挙げており、2頭の馬でそれぞれ芝GI6勝以上を挙げたのは武豊[注 6]に次いで史上2人目
- 父キタサンブラックとの本競走親子制覇を達成。本競走での歴代の親子制覇は史上7回目[注 7]となった。
  - キタサンブラック・イクイノックスの同一GI親子制覇は第166回天皇賞・第67回有馬記念・第168回天皇賞に次いで4度目。これはシンボリルドルフ・トウカイテイオー[注 8]、ディープインパクト・コントレイル[注 9]に並ぶJRA歴代最多タイ。
- 2着に2番人気のリバティアイランドが入ったため、馬連のオッズが1.8倍となり、2005年の秋華賞を制したエアメサイアと2着馬のラインクラフトと並び、馬連の低額配当タイの記録となった[9]。
  - 3着に5番人気のスターズオンアースが入ったため、3連単のオッズが11.3倍となったのは、第40回を制したアーモンドアイと2着馬コントレイル、3着馬デアリングタクトの13.4倍を更新し、歴代JRA・GIにおける最低額配当となった[9]。
  - イクイノックス、リバティアイランドのワイドのオッズが1.3倍となり、2000年の天皇賞（春）を制したテイエムオペラオーと2着馬ラスカルスズカ、3着馬ナリタトップロードなどと並び、ワイドの低額配当タイの記録となった[9]。
- 優勝タイム2:21.8は2023年時点で同レース史上2位[注 10]。また、イクイノックスが出走した前年の日本ダービーでのドウデュースの勝ちタイム2:21:9を0.1秒上回るものである。
- イクイノックスに与えられたレーティング133ポンドは、国内で行われた競走では歴代最高を記録した[12]。
  - IFHAから与えられたレーティング135ポンドは、1999年凱旋門賞でのエルコンドルパサー（134ポンド）を超える日本馬歴代最高記録となった。これは2023年度の世界最高値でもあった[13]。
- この競走に与えられたレーティング126.75ポンドは2023年度の世界最高値となり、日本の競走としては歴代最高記録となった。また、日本の競走がその年の世界最高レーティングとなるのは2014年のジャパンカップ以来9年ぶりだった。

## テレビ・ラジオ中継
本競走のテレビ・ラジオ放送実況担当者
- 日本放送協会（NHK）[注 11]：高木修平（広島放送局）[14]
  - 解説：鈴木康弘（日本調教師会 名誉会長）[14]
  - 番組司会：浅井僚馬（水戸放送局）[14]
- ラジオNIKKEI[注 12]：山本直（東京本社）[15]
- フジテレビ（みんなのKEIBA）：倉田大誠（編成制作局アナウンス室副部長）
  - 解説：福永祐一（元JRA騎手・調教師）